# Megafroneta
Megafroneta Blest, 1979 è un genere di ragni appartenente alla famiglia Linyphiidae.

## Distribuzione
Le tre specie oggi note di questo genere sono state rinvenute in Nuova Zelanda.

## Tassonomia
Dal 2002 non sono stati esaminati esemplari di questo genere.
A dicembre 2012, si compone di tre specie:
- Megafroneta dugdaleae Blest & Vink, 2002 — Nuova Zelanda
- Megafroneta elongata Blest, 1979[3] — Nuova Zelanda
- Megafroneta gigas Blest, 1979 — Nuova Zelanda